# سدم لاذع
السُدم اللاذع أو سدم أو سدوم أو ابزاز قطة أو حي عالم حريف أو حيون أو حريف أو حي العالم الحرّيف (باللاتينية: Sedum acre) هو نوع نباتي يتبع جنس السدم من الفصيلة المخلدية.

## الموئل والانتشار
موطنه المغرب العربي وكل مناطق أوروبا.

## مرادفات للاسم العلمي
Sedum acre subsp. neglectum (Ten.) Arcang.
Sedum acre var. robustum Velen.
Sedum drucei Graebn.
Sedum elrodii M.E. Jones
Sedum glaciale Clarion ex DC.
Sedum krajinae Domin
Sedum neglectum Ten.
Sedum procumbens Schrank
Sedum robustum (Velen.) Domin [Illegitimate]
Sedum wettsteinii Freyn
Sedum zlatiborense Domin